# Nottingham (New Hampshire)
Pour les articles homonymes, voir Nottingham (homonymie).
Nottingham est une petite ville des États-Unis, située dans l'État du New Hampshire. Elle dépend du comté de Rockingham.
Peuplée de 3 701 habitants lors du recensement de 2000, sa superficie est de 125,4 km2 (dont environ 4,01 % de cours d'eau et étendues d'eau), ce qui donne une densité de population de 29,5 hab./km2.